# Xique-Xique
Xique-Xique é um município brasileiro do estado da Bahia, Região Nordeste do país. Está situado à margem direita do Rio São Francisco, que abriga um porto de grande importância para economia da região.
A origem do nome Xique-Xique está associada à abundância de cactos do tipo xiquexique encontrados pelos primeiros colonizadores da região.

## Geografia
De acordo com a divisão regional vigente desde 2017, instituída pelo IBGE, o município pertence às Regiões Geográficas Intermediária de Irecê e Imediata de Xique-Xique-Barra. Até então, com a vigência das divisões em microrregiões e mesorregiões, fazia parte da microrregião de Barra, que por sua vez estava incluída na mesorregião do Vale São-Franciscano da Bahia.

## Demografia

### População
Segundo o Censo 2022 do Instituto Brasileiro de Geografia e Estatística (IBGE), a população do município de Xique-Xique era de 44 757 habitantes. Já na estimativa de 2024 do IBGE, a população era de 46 979 habitantes.

## Política e administração
O município de Xique-Xique possui uma estrutura político-administrativa composta pelo Poder Executivo, chefiado por um prefeito eleito por sufrágio universal, o qual é auxiliado diretamente por secretários municipais nomeados por ele, e pelo Poder Legislativo, institucionalizado pela Câmara Municipal de Xique-Xique, órgão colegiado de representação dos munícipes que é composto por vereadores também eleitos por sufrágio universal.

### Poder Executivo
O prefeito de Xique-Xique é Renan Pinto Dantas Braga, também conhecido como Renanzinho, do Movimento Democrático Brasileiro (MDB). O vice-prefeito é Osvaldo Barbosa, do Movimento Democrático Brasileiro.

### Poder Legislativo
A Câmara Municipal de Xique-Xique é composta por treze vereadores.